# Nine Black Alps
Nine Black Alps es un grupo de rock de Mánchester (Reino Unido). Su nombre viene de un verso de una poesía de Sylvia Plath. El grupo se formó en 2003 y en 2005 sacaron su primer álbum, Everything is.

## Componentes
- Sam Forrest :(Voz, guitarra)
- David Jones :(Guitarra, bajo)
- Martin Cohen :(Bajo, guitarra)
- James Galley :(Batería)

## Discografía

### Álbumes de estudio
- 2005: "Everything is"
- 2007: "Love/Hate"
- 2009: "Locked Out From The Inside"
- 2012: "Sirens"
- 2014: "Candy For The Clowns"

### EP
- 2006: "Glitter Gulch"